# Gastrolobium laytonii
Gastrolobium laytonii là một loài thực vật có hoa trong họ Đậu. Loài này được Jean White miêu tả khoa học đầu tiên.